# Consul fabius
Consul fabius är en fjärilsart som beskrevs av Pieter Cramer 1779. Consul fabius ingår i släktet Consul och familjen praktfjärilar. Inga underarter finns listade i Catalogue of Life.

## Bildgalleri

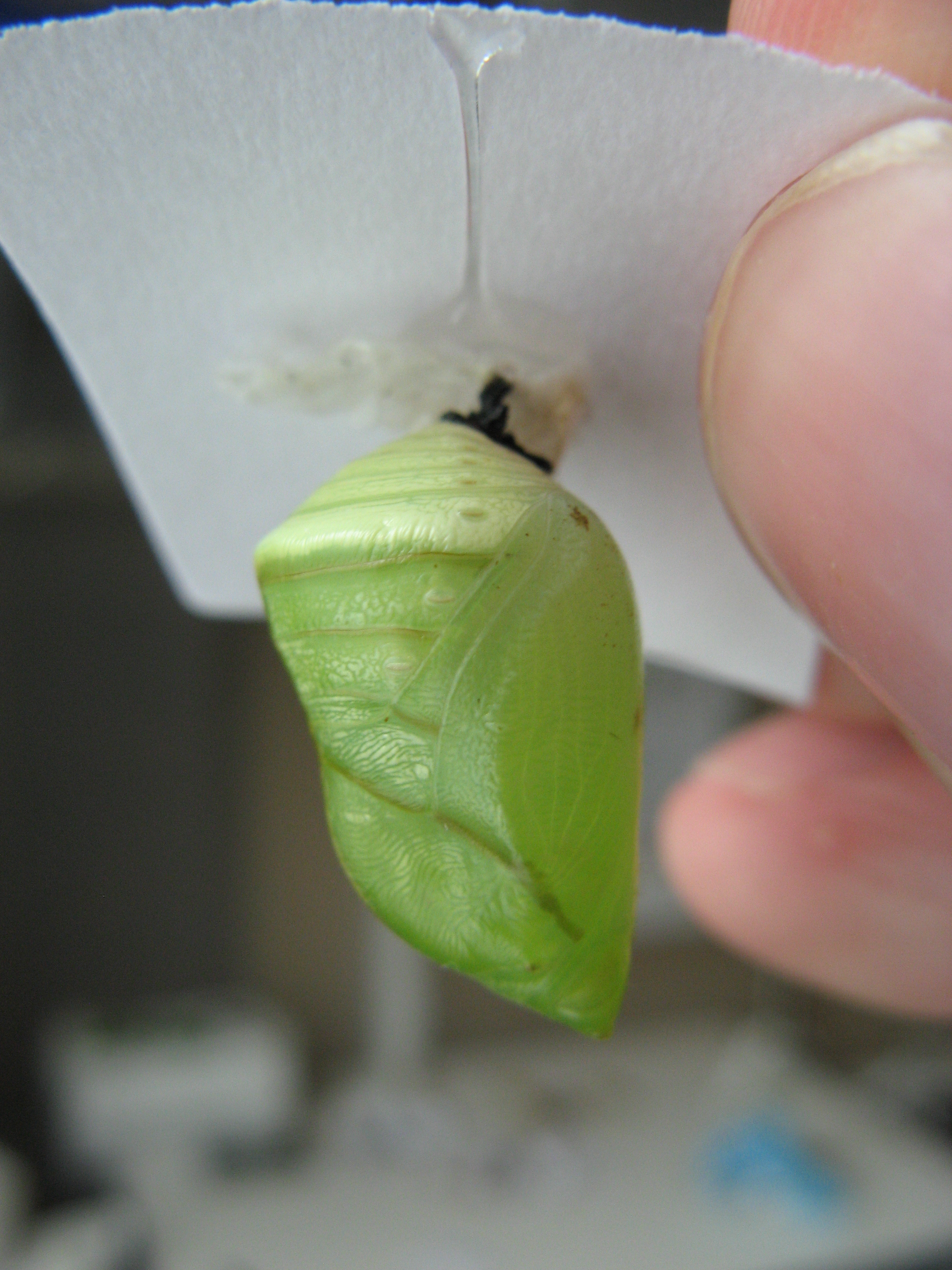
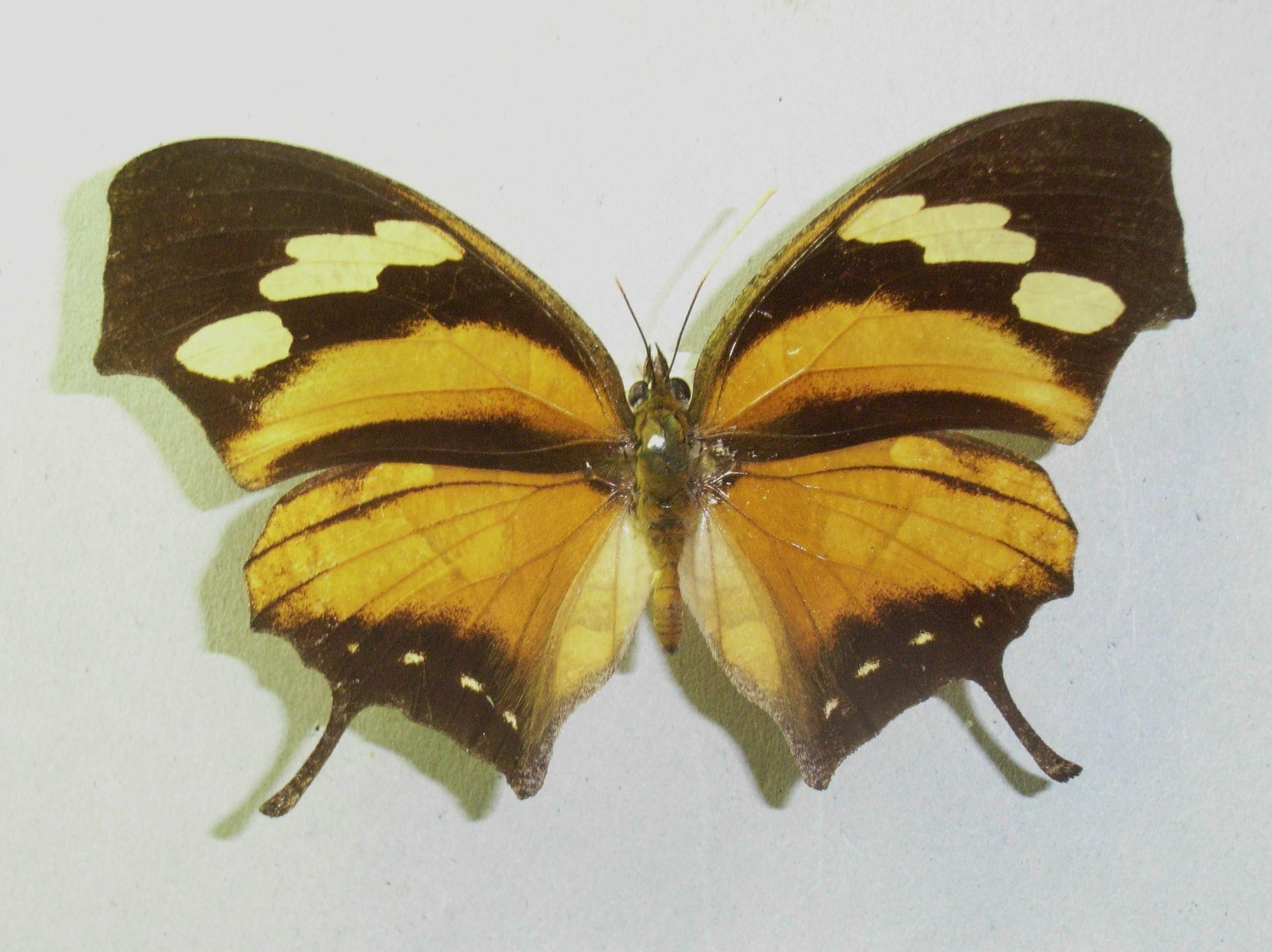
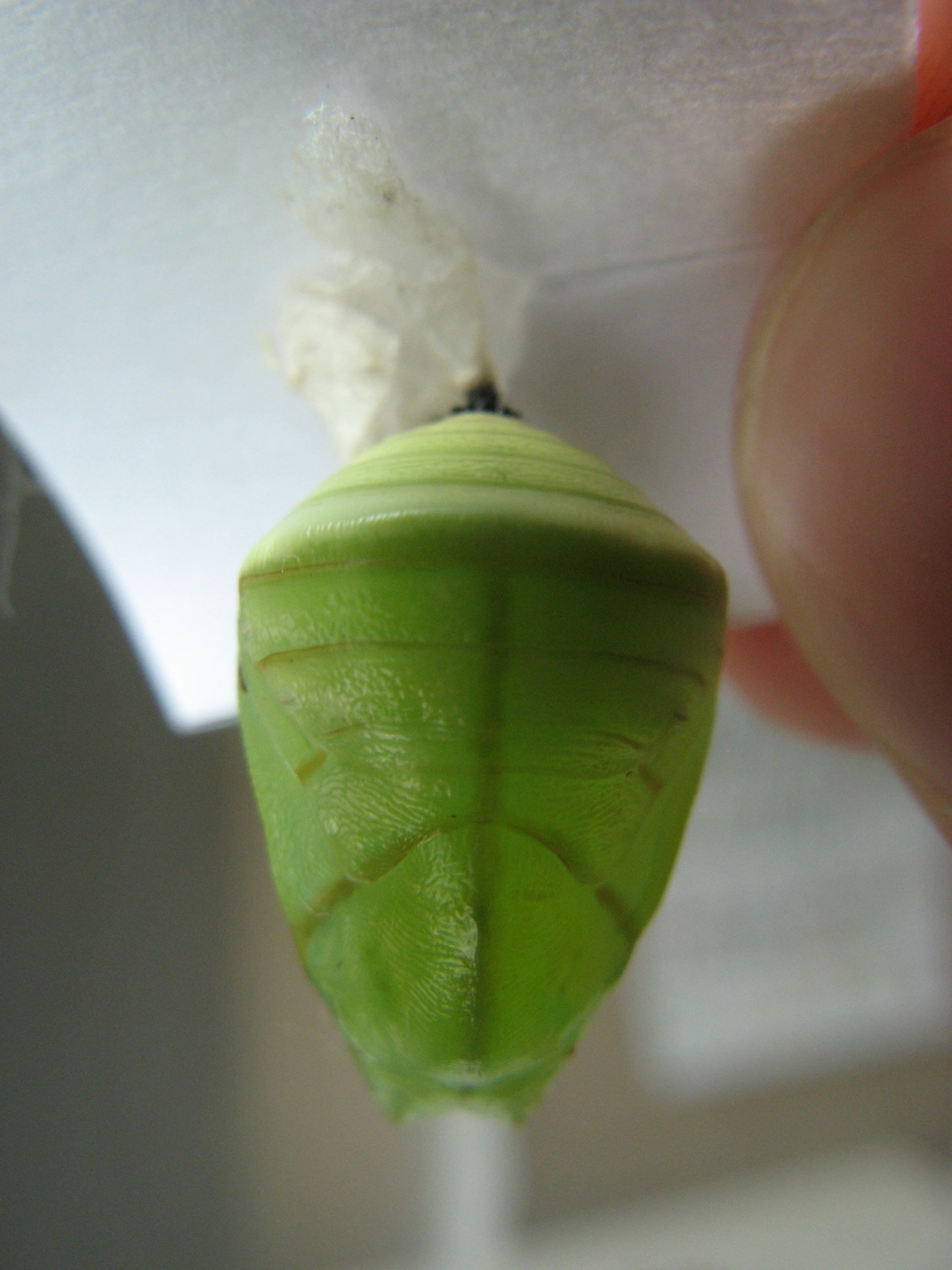
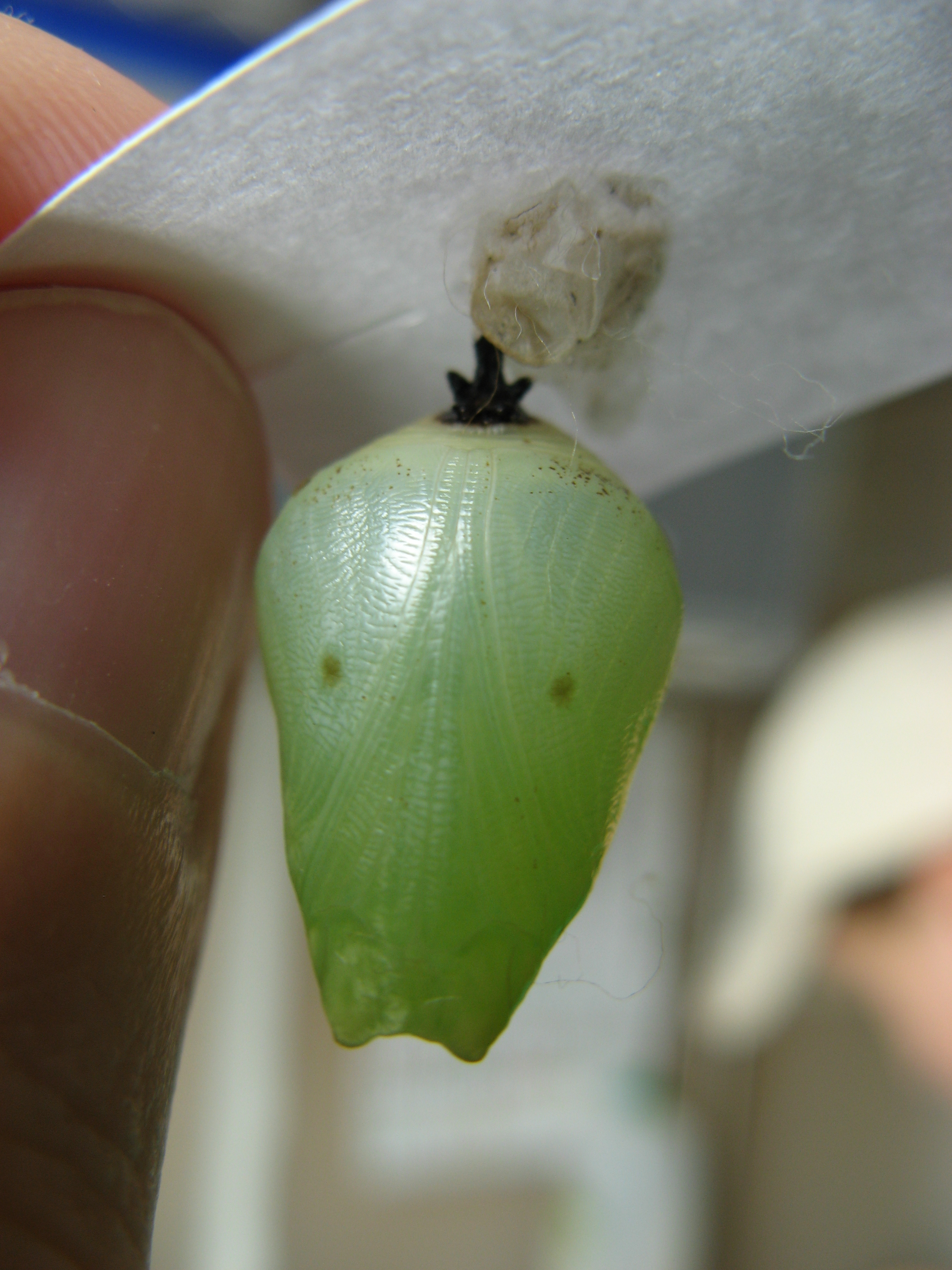
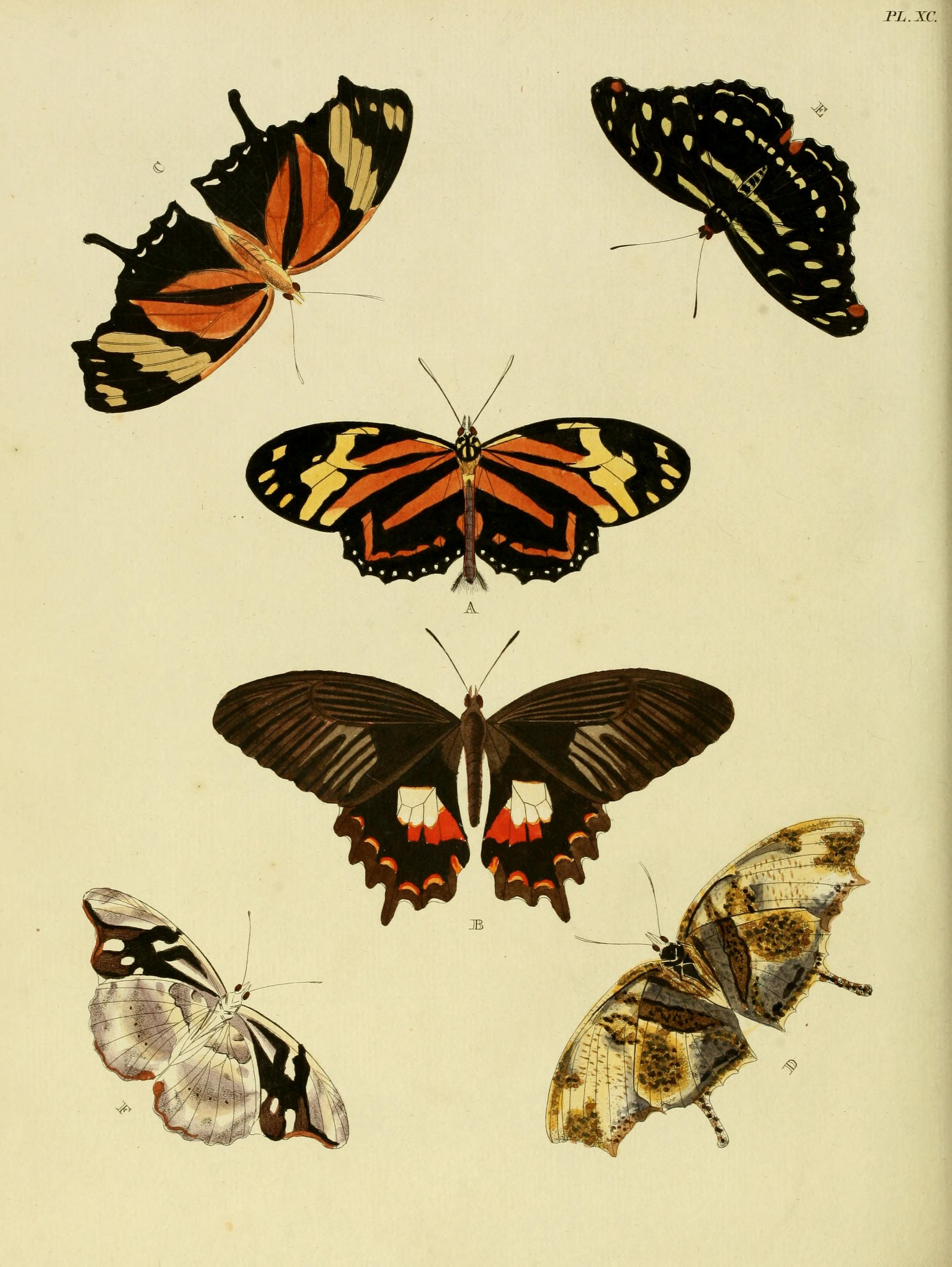
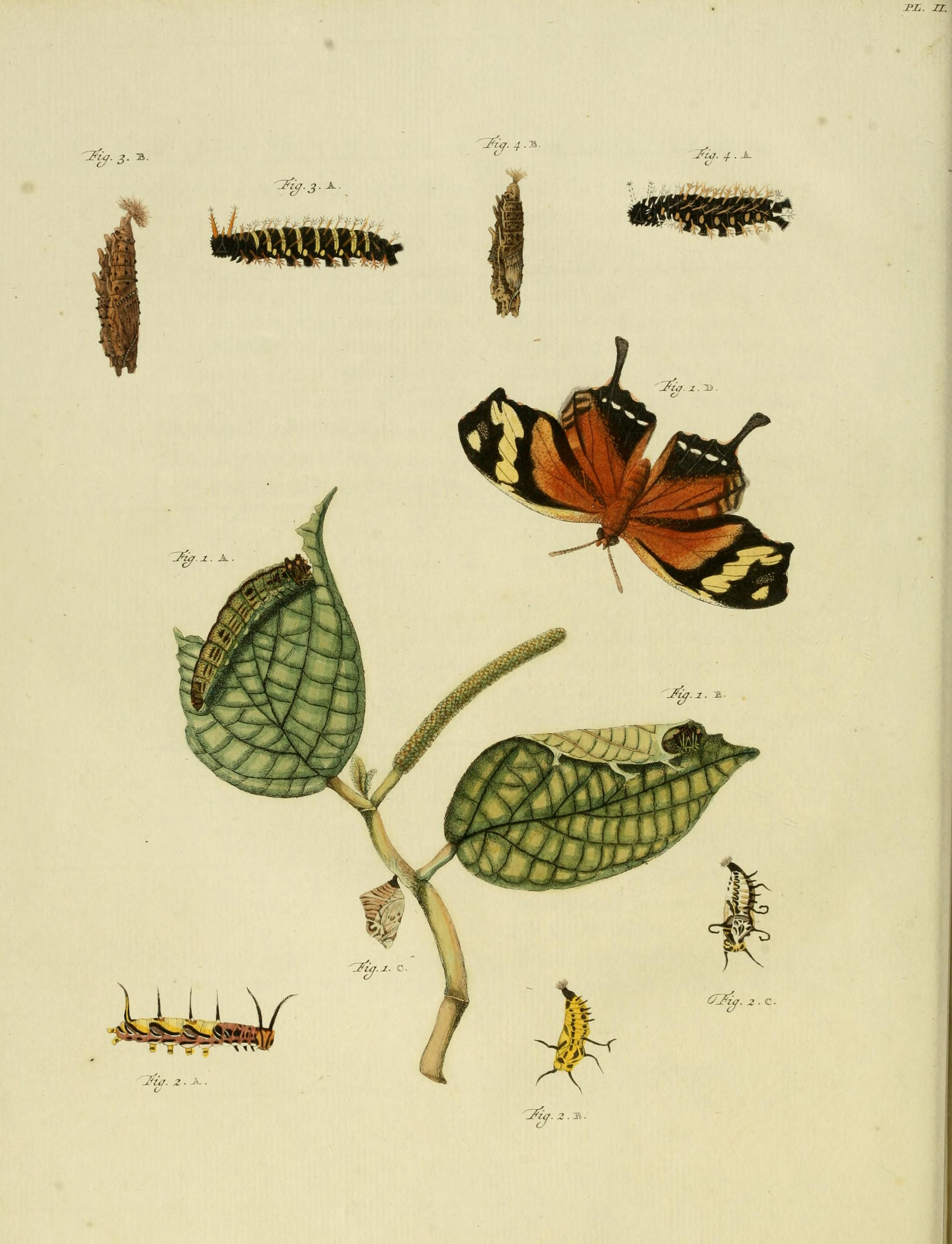